# Laphria ithypyga
Laphria ithypyga är en tvåvingeart som beskrevs av Mcatee 1919. Laphria ithypyga ingår i släktet Laphria och familjen rovflugor. Inga underarter finns listade i Catalogue of Life.